# Roeselare
Roeselare (Frans: Roulers) is een centrumstad in de Belgische provincie West-Vlaanderen. De stad telt ruim 66.000 inwoners en ligt centraal in de provincie West-Vlaanderen. De stad is van oudsher een handelsstad en staat ook wel bekend als de Rodenbachstad. De belforttoren en het Klein Seminarie zijn belangrijke bezienswaardigheden.

## Geschiedenis
Roeselare werd al vermeld in 847: in territorio Menap quod nunc Mempiscum appellant ... Rollare en was vanaf de 10e eeuw een belangrijke nijverheids- en handelsplaats, die in 1250 stadsrechten en privileges kreeg.
Rond 1260 werd op de markt een belfort en halle gebouwd. Omdat er geen verdedigingswerken rond de stad waren opgetrokken, was de stad een gemakkelijk doelwit voor plunderaars. Om de veiligheid te garanderen, werden in Roeselare al snel enkele schuttersgilden opgericht. Die konden uiteraard weinig verrichten tegen oorlogsgeweld. In 1488 en 1492 werd de stad verwoest door het leger van Maximiliaan van Oostenrijk. Zo goed als alle vroegmiddeleeuwse bouwwerken waren met de grond gelijk gemaakt. De stad werd rond 1500 opnieuw opgebouwd, in een andere bouwstijl dan voorheen.
Het centrum van Roeselare behoorde steeds tot de heerlijkheid Wijnendale.
Enige tijd was er vrede in Roeselare, maar dit was slechts stilte voor de storm. Op 26 augustus 1566 trok de beeldenstorm door de stad. Verschillende beelden uit de Sint-Michielskerk en uit de halle sneuvelden. Na het uitbreken van de Tachtigjarige Oorlog verdween de ooit bloeiende lakenindustrie volledig uit Roeselare en volgde een periode van economisch verval. Deze donkere periode kende echter een lichtpuntje: in Venetië werd Roeselarenaar Adriaan Willaert een gevierd componist van meerstemmige muziek.
In 1609 werd het Twaalfjarig Bestand afgeroepen. Roeselare herrees, maar niet voor lang, want vanaf 1640 begon de oorlog opnieuw.
Door de vrede van Nijmegen in 1678 werd Roeselare een deel van Frankrijk en zo ook een grensstad, met alle gevolgen van dien. Roeselare werd een beruchte smokkelroute. De stadskas was leeg en er was dus geen geld om het belfort en de halle te herstellen. Dit had tot gevolg dat op 30 oktober 1704 het belfort instortte. In zijn val vernielde de toren het grootste deel van de halle zelf. Met het puin werd een nieuwe, kleinere opgetrokken, die echter afbrandde in 1749. De kelders van het vroegere belfort bevinden zich nog steeds onder het marktplein.
Ondanks de vele verwoestingen en rampen die Roeselare tijdens haar geschiedenis gekend heeft, bleef de Sint-Michielskerk in redelijk goede staat. Toch is de toren als gevolg van een hevige storm op 19 januari 1735 ingestort. De toren werd herbouwd; enkele tientallen meters korter. De drie grote rampen verklaren grotendeels, dat de kerk drie bouwstijlen kent. Rond 1770 werd het stadhuis in rococostijl gebouwd.
Na de slag bij Waterloo werd Roeselare weer Nederlands, tot de onafhankelijkheid van België. De onafhankelijkheid bracht ook armoede mee. Gelukkig verbeterde de situatie aanzienlijk na de aanleg van de spoorweg Kortrijk-Brugge (1838) en na de uitvinding van de stoommachine.
Van 1862 tot 1872 werd het kanaal naar de Leie gegraven. Ook dit zorgde voor een heropleving van de economie. Nadat het kanaal gegraven was werden aanlegsteigers gebouwd en groeide de industrie in Roeselare, wat tot een bevolkingstoename leidde. Roeselare stond bekend als het Manchester van België.

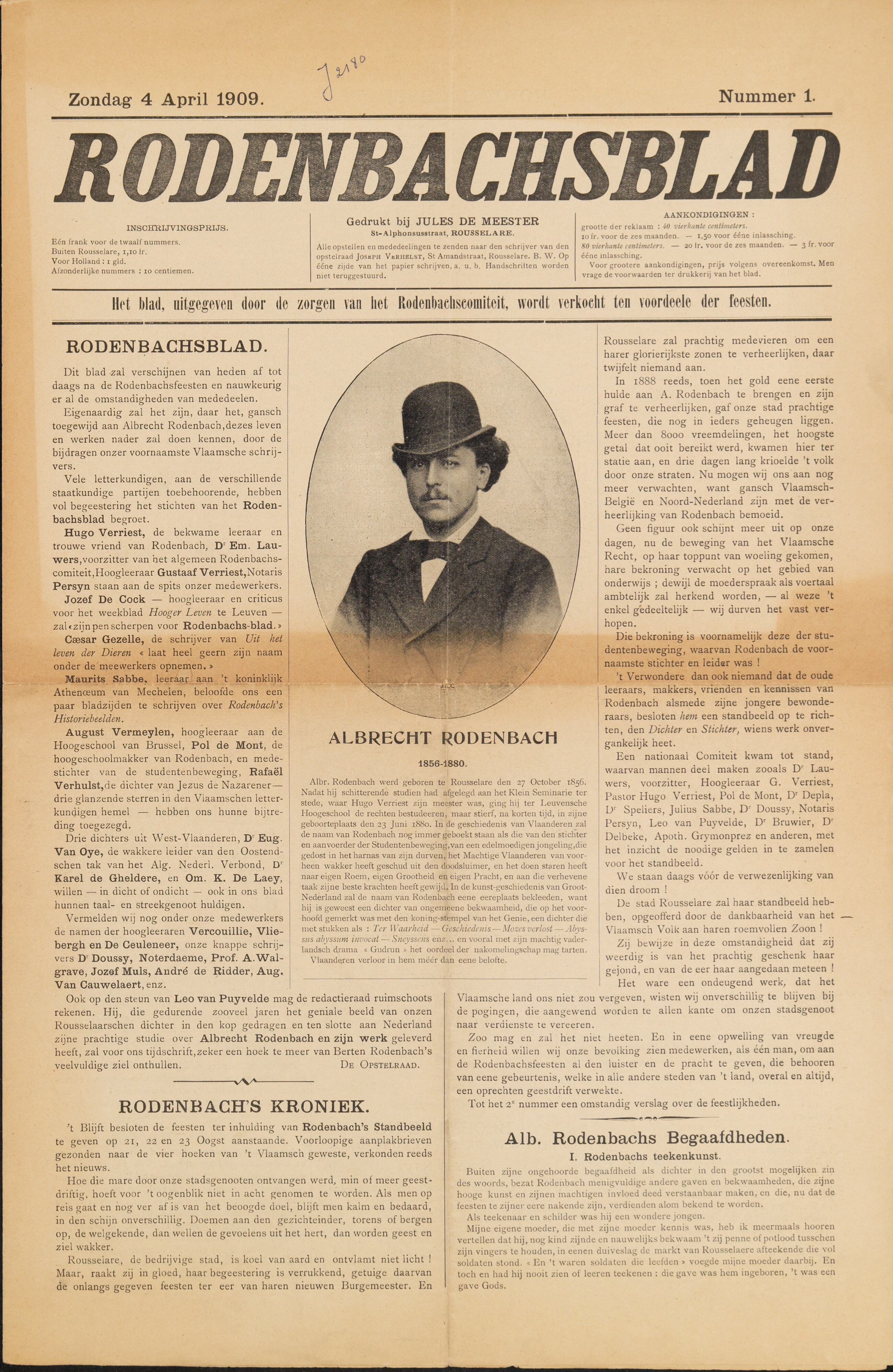
Fragment uit het Rodenbachsblad uit 1909. Bewaard in de Universiteitsbibliotheek Gent

Op 28 juli 1875 vond de Groote Stooringe plaats, een studentenopstand tegen het gebruik van Frans in het onderwijs, geleid door Albrecht Rodenbach. Rodenbach stichtte tal van studentenverenigingen en was ook schrijver. Rodenbach was in Roeselare zo populair dat er na zijn dood een krant naar hem werd vernoemd, het Rodenbachsblad.
De stad had tijdens de Eerste Wereldoorlog veel te lijden van het geallieerde artillerievuur. Tijdens Schuwe Maandag op 19 oktober 1914 volgde een vergelding voor de geboden tegenstand tegen de Duitse bezetter in het begin van de oorlog. Duitse soldaten trokken een spoor van moord en vernieling doorheen Roeselare, staken 252 huizen in brand en vermoordden zo'n 240 burgers. De Duitse bezetter dacht dat de Roeselaarse bevolking op hen geschoten had. Er was weerstand geweest, maar die kwam van een compagnie Franse Dragonders die de aftocht van hun kameraden moest dekken.
Na de Eerste Wereldoorlog werd de stad heropgebouwd, maar was pas volledig klaar toen de Tweede Wereldoorlog begon. De stad heeft niet veel geleden onder de Tweede Wereldoorlog en werd door de Polen bevrijd. Getuige hiervan is het Polenplein, voordien de Houtmarkt, de gedenkstenen voor de gesneuvelde Poolse soldaten en het Pools Monument op de Onze-Lieve-Vrouwemarkt.
Roeselare stond, vooral in de 19e en 20e eeuw, ook bekend om zijn nieuwmarkters. Nieuwmarkters waren handelaars van de nieuwe markt en vormden rond die markt een eigen getto. Nieuwmarkters hadden onder elkaar een eigen taal, zoals het Bargoens, en stonden er om bekend dat ze alles aan iedereen konden verkopen. Hoewel de meeste nieuwmarkters bijna geen Frans, Duits of Engels spraken, slaagden ze er toch in om in Wallonië of aan buitenlanders in Roeselare (bijvoorbeeld tijdens de wereldoorlogen) goederen te verkopen met grote winsten. De kleine, goedkope huisjes waarin de nieuwmarkters leefden bestaan nog altijd rond de Blekerijstraat en de omgeving van het oude begraafplaats in Roeselare.
Eind jaren 1940 werd de REO-groenten- en fruitveiling in gebruik genomen. Deze is nog steeds de grootste groenten- en fruitveiling van Vlaanderen. In 1965 werd Beveren bij Roeselare gevoegd, in 1977 Oekene en Rumbeke.

## Naamgeving
De naam Roeselare heeft in de loop der tijden talrijke spellingvarianten gekend. Vooral het eerste deel van de naam is veelvuldig gewijzigd. Tot het einde van de 11e eeuw was dit bijna haast altijd Ros. Daarna werd de o gaandeweg en ten slotte definitief vervangen door de oe-klank, aanvankelijk en korte tijd nog als u geschreven, maar daarna tot omstreeks het einde van de 15e eeuw oe. Onder invloed van het Frans (Roulers) werd de oe-klank vanaf dan als ou geschreven. Pas vanaf 1937, toen de moderne plaatsnamenspelling werd aangenomen, werd teruggegrepen naar de oe en werd Roeselare de officiële naam. De schrijfwijze Roeselare (teruggevonden in documenten van de periode 1302-1520) is dus veel ouder dan bijvoorbeeld Roussellaere (16e eeuw en later).
De betekenis van de naam is in de loop der eeuwen felomstreden. De nieuwste linguïstische bevindingen geven volgende uitleg: roes zou terug te leiden zijn op de Gotische wortel raus (riet). Afgaande op de oudste vormen die van laar bekend zijn, gaat dit woord terug op het Germaanse hlaeris, een open plaats in het bos. Deze taalkundige bevindingen worden bevestigd door de ligging van Roeselare. In de vroegste tijden lag Roeselare helemaal in het Vlaamse Woud – tientallen bostoponiemen herinneren daar nog aan. Een daarin liggend laar, dus een open plaats, was de beginkern van het huidige Roeselare. Gelet op het feit dat een tiental waterlopen in het Roeselaarse laar samenvloeien, was dit waarschijnlijk een drassig en moerasachtig gebied waar riet goed gedijt. Samengevat is Roeselare dus een drassige, met riet begroeide open plaats in een bos.

## Kernen

Roeselare, deelgemeenten en buurgemeenten. De gele gebieden zijn bebouwde kernen

Naast het centrum van Roeselare zelf telt de gemeente nog de deelgemeenten Beveren, Oekene en Rumbeke.
De kernen Beveren en Rumbeke zijn door nieuwe bebouwing en bedrijventerreinen vergroeid geraakt met het stadscentrum van Roeselare. De kleine kern van Oekene ligt op de grens van het landelijke open gebied ten zuiden van de stad en de verstedelijking bij Rumbeke. De agglomeratie van de stad strekt zich uit langs het kanaal Roeselare-Leie, bijna tot aan de agglomeratie van de nabijgelegen kleinere stad Izegem.
In de gemeente Roeselare liggen nog enkele kleinere gehuchten, in deelgemeente Roeselare zelf De Ruiter, in deelgemeente Beveren Kapelhoek. Op het grondgebied Rumbeke ligt langs de steenweg naar Menen (N32) op minder dan een kilometer ten zuiden van de grote ring, circa 3 km van het stadscentrum, het dorp Zilverberg (V). Het dorpje Beitem (VI) ligt ongeveer drie kilometer meer zuidelijker langs dezelfde weg.
De stad zelf telt verscheidene katholieke parochies, namelijk Sint-Michiel, Sint-Amand, Heilig-Hart, Sint-Jozef, Heilige-Godelieve en Onze-Lieve-Vrouw (de wijk Krottegem) en er is een protestantse kerk.
|   | Naam          | Opp. (km²) | Inwoners (2020) | Inwoners per km² | NIS-code |
| - | ------------- | ---------- | --------------- | ---------------- | -------- |
| 1 | Roeselare (I) | 23,37      | 41 180          | 1 762            | 35015A   |
| 2 | Beveren (II)  | 10,44      | 6 024           | 577              | 35015A7  |
| 3 | Oekene (IV)   | 5,39       | 1 699           | 315              | 35015B   |
| 4 | Rumbeke (III) | 20,37      | 14 451          | 709              | 35015C   |

De gemeente Roeselare grenst aan de volgende gemeenten en dorpen:
- a. Oostnieuwkerke (gemeente Staden)
- b. Hooglede (gemeente Hooglede)
- c. Gits (gemeente Hooglede)
- d. Lichtervelde (gemeente Lichtervelde)
- e. Koolskamp (gemeente Ardooie)
- f. Ardooie, met gehucht Tasse (gemeente Ardooie)
- g. Kachtem (stad Izegem)
- h. Izegem (stad Izegem)
- i. Sint-Eloois-Winkel (gemeente Ledegem)
- j. Rollegem-Kapelle (gemeente Ledegem)
- k. Ledegem (gemeente Ledegem)
- l. Moorslede (gemeente Moorslede)
- m. Passendale (gemeente Zonnebeke)

### Wijken
- Schiervelde
- Krottegem
- Beekkwartier
- Rodenbachkwartier
- Sint-Jozef
- Havenbuurt
- Groenpark
- Ruiter
- Prinsenhof
- Barnumerf
- Biezenhof
- Zuidmolen
- Siberië
- Klokkeput

## Bezienswaardigheden

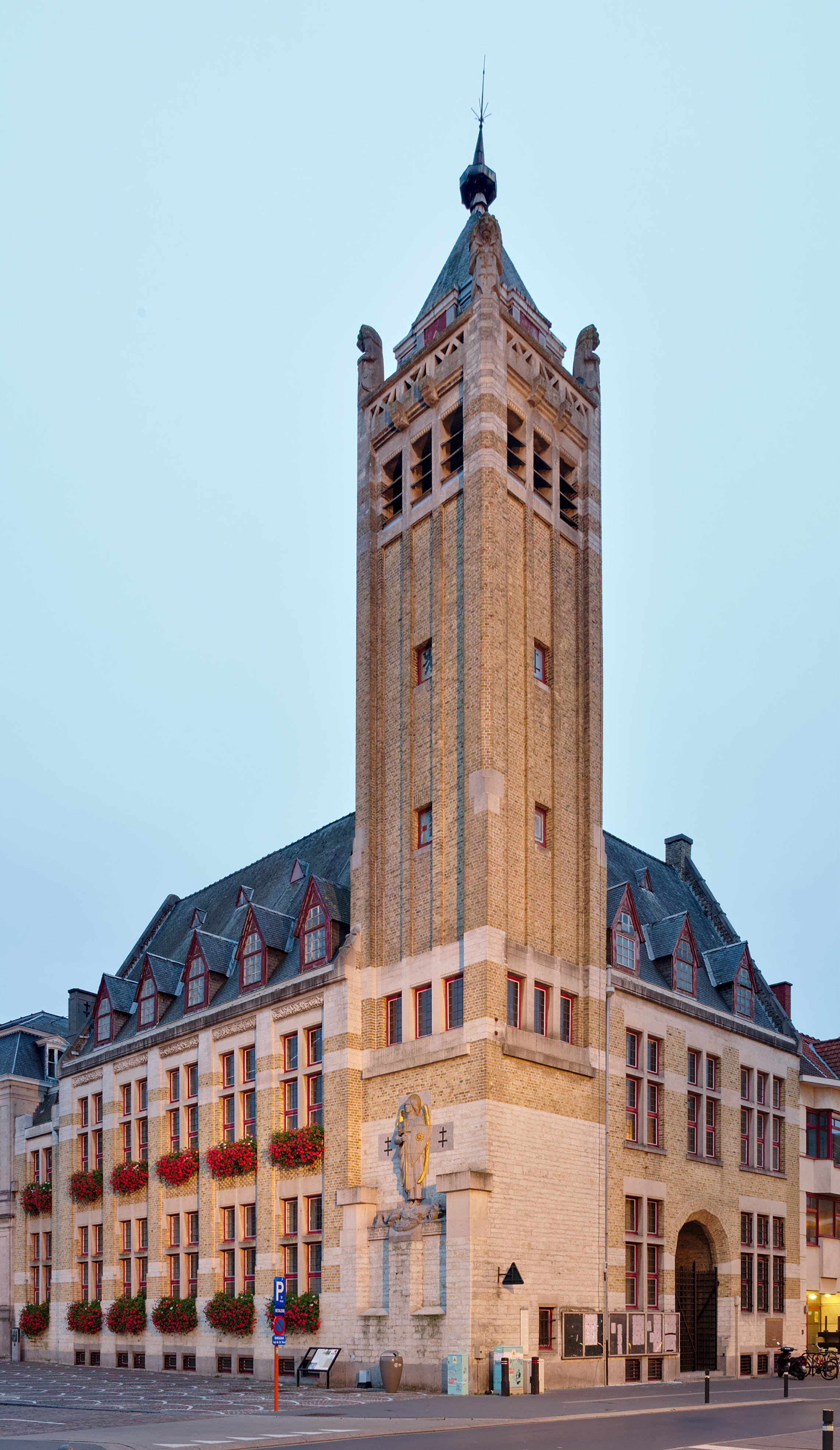
Grote Markt van Roeselare met het belfort en het stadhuis

### Kerken en kloosters
- De Sint-Michielskerk is de decanale kerk. Het is een laatgotische kerk uit 1504.
- De Sint-Amandskerk is een neoromaanse kerk uit 1869-1872, hoofdzakelijk in baksteen opgetrokken.
- De Heilig Hartkerk is een kerk uit 1933. Het is een relatief moderne kerk met art deco kenmerken, die werd gebouwd toen bij zuidelijke stadsuitbreiding een afzonderlijke Heilige Hartparochie werd opgericht.
- De protestantse kerk, ook wel "De Geuzentempel" genoemd, is een klein kerkje uit 1877.
- De Onze-Lieve-Vrouwekerk van 1867.
- Het Klein Seminarie is een gebouwencomplex met delen van de 17e tot 20e eeuw. Het was oorspronkelijk een klooster. In 1806 kwam er de schoolinstelling Klein Seminarie, waar Albrecht Rodenbach school liep en waar ooit Guido Gezelle en Hugo Verriest doceerden. De bijhorende kerk werd in de eerste helft van de 18e eeuw gebouwd.
- Het Klooster van de Zusters der Arme Klaren werd gesticht in 1867. Rond 1871 werd er ook een kerkje bij gebouwd.
- In 1868-1871 bouwden de paters redemptoristen een klooster, met in 1872-1874 een neogotische kerk, gewijd aan Onze-Lieve-Vrouw van Altijddurende Bijstand.
- Het Klooster van de Zusters van de Goddelijke Voorzienigheid
- De Sint-Godelievekerk van 1981.
- De Sint-Jozefskerk van 1951.

### Overige bouwwerken
- De Grote Markt.
- De Bonte Os Hotel & Tower
- Het stadhuis bestaat uit twee delen. Het oude deel dateert in uit 1770-71 en is gedeeltelijk in rococostijl opgetrokken. In 1924 werd een modern gedeelte toegevoegd, met op de hoek een belforttoren. Onder de Grote Markt liggen de resten van de stadshallen en het oorspronkelijke belfort (bouwjaar: ca. 1260). Dit stortte op 30 oktober 1704 in en werd slechts een tiental jaren geleden opnieuw ontdekt bij de heraanleg van de Grote Markt.
- De Brouwerij Rodenbach
- De Duitse communicatiebunker in de Sint-Hubrechtsstraat, te midden van de huizen.
- Net buiten het stadscentrum, in de deelgemeente Rumbeke, ligt het kasteel van Rumbeke op het Domein Sterrebos.

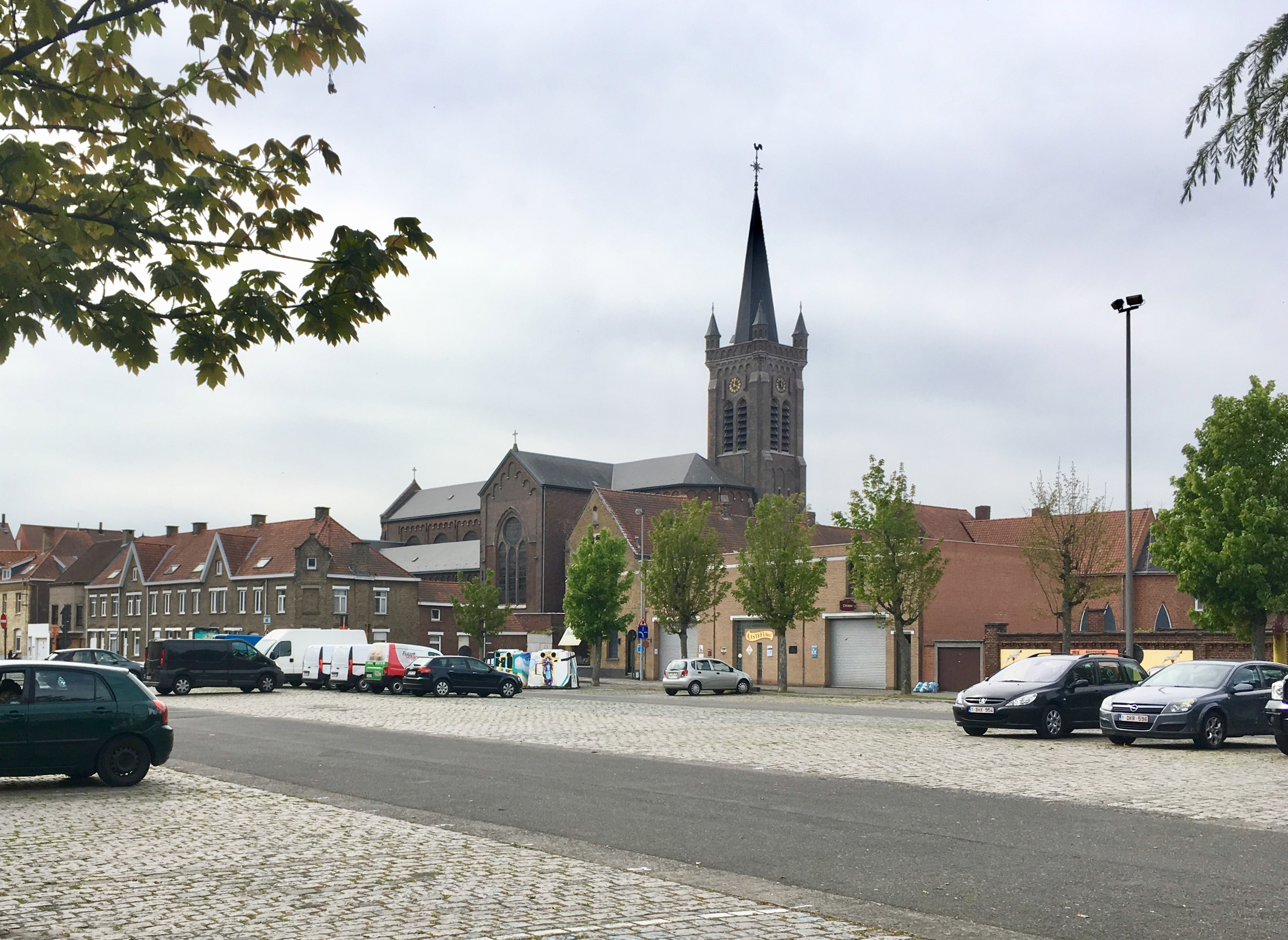
Onze-Lieve-Vrouwemarkt met gelijknamige kerk op de achtergrond. Dit is het voornaamste plein in het stadsdeel Krottegem. (anno 2017)

- De oude stedelijke begraafplaats.

### Beelden en monumenten
- Het Standbeeld van Albrecht Rodenbach, op het De Coninckplein.
- Sierlijkheid, in het Park van de Walle langs de Meensesteenweg.
- Koning Boudewijnmonument op het Astridplein ter ere van Koning Boudewijn.
- Gedenkteken voor beeldhouwer Jules Lagae en beeldengroep Spelende Kinderen, nabij Stationsplein.
- De Drie Blauwvoeten, bij de Botermarkt, herinnert aan de Groote Stooringhe.
- Monument voor Guido Gezelle en voor Constant Lievens, in het Klein Seminarie.
- Borstbeeld van Hugo Verriest in de Hugo Verrieststraat.
- Fonteinen Kracht, Meditatie en Welkomstgroet in de Noordstraat.
- Juul Plastiek, op de Vismarkt.
- Het gedenkteken voor de vrede en voor de 1ste Poolse Pantserdivisie op de Onze-Lieve-Vrouwemarkt.

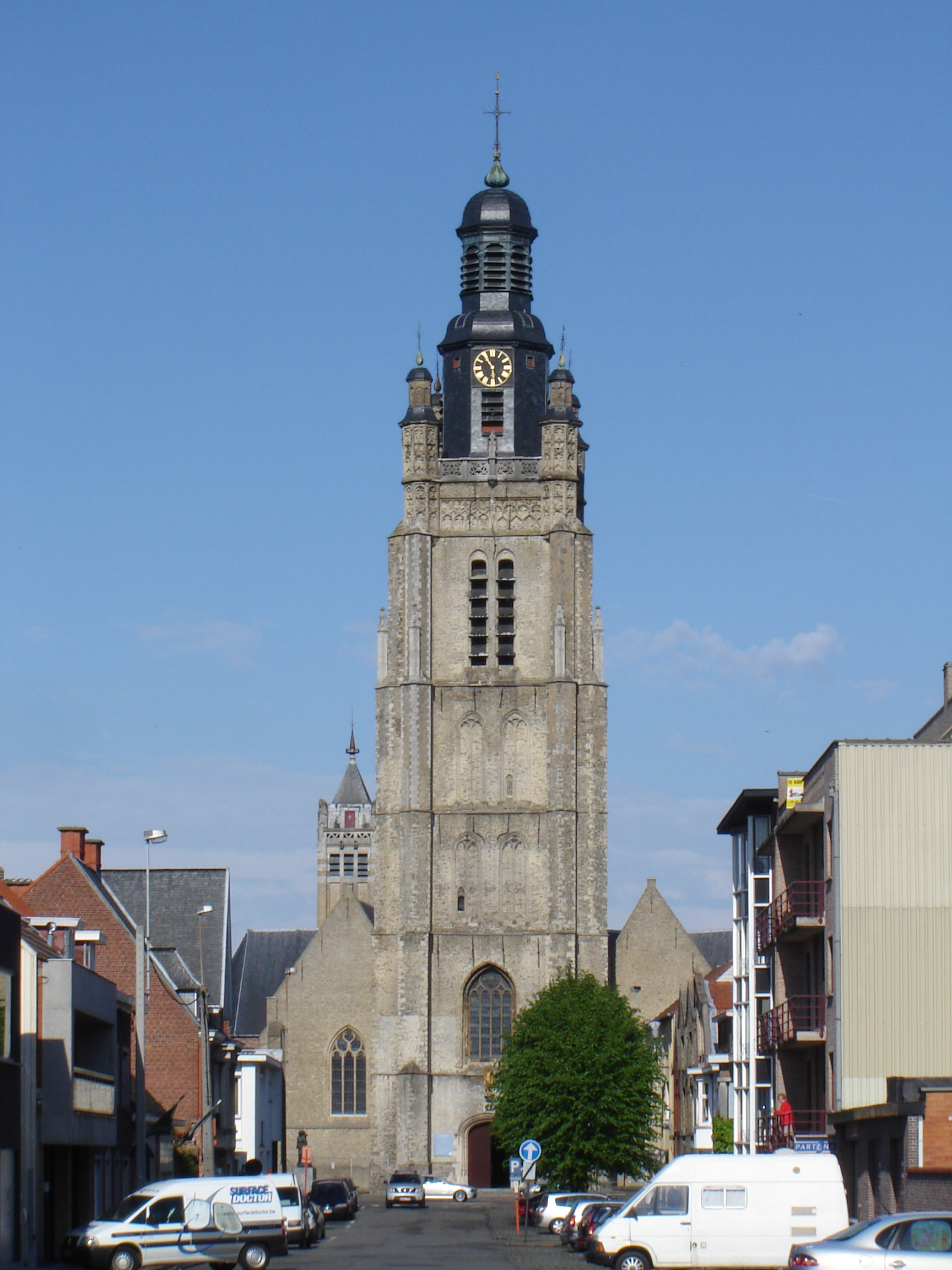
Sint-Michielskerk
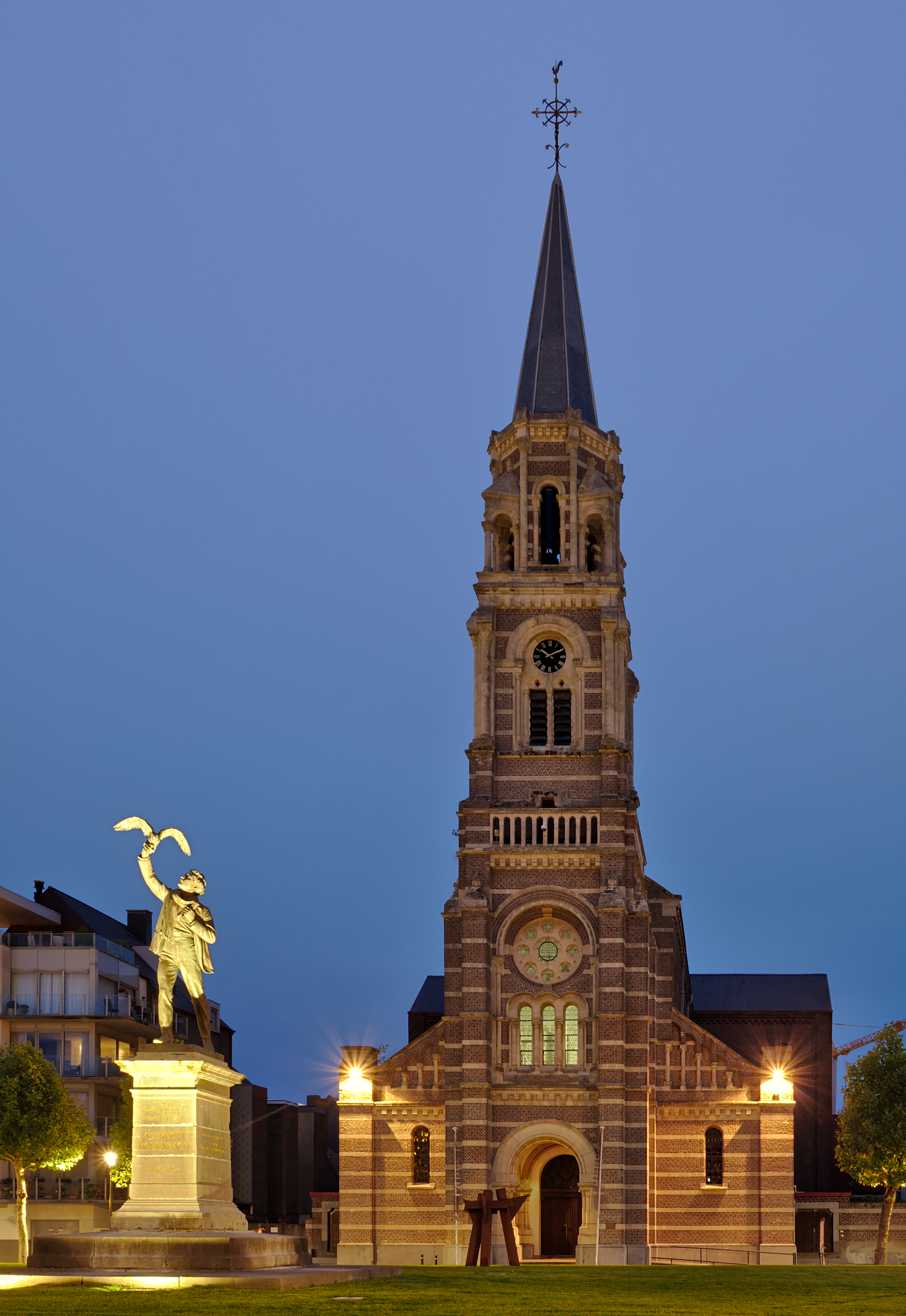
Sint-Amandskerk
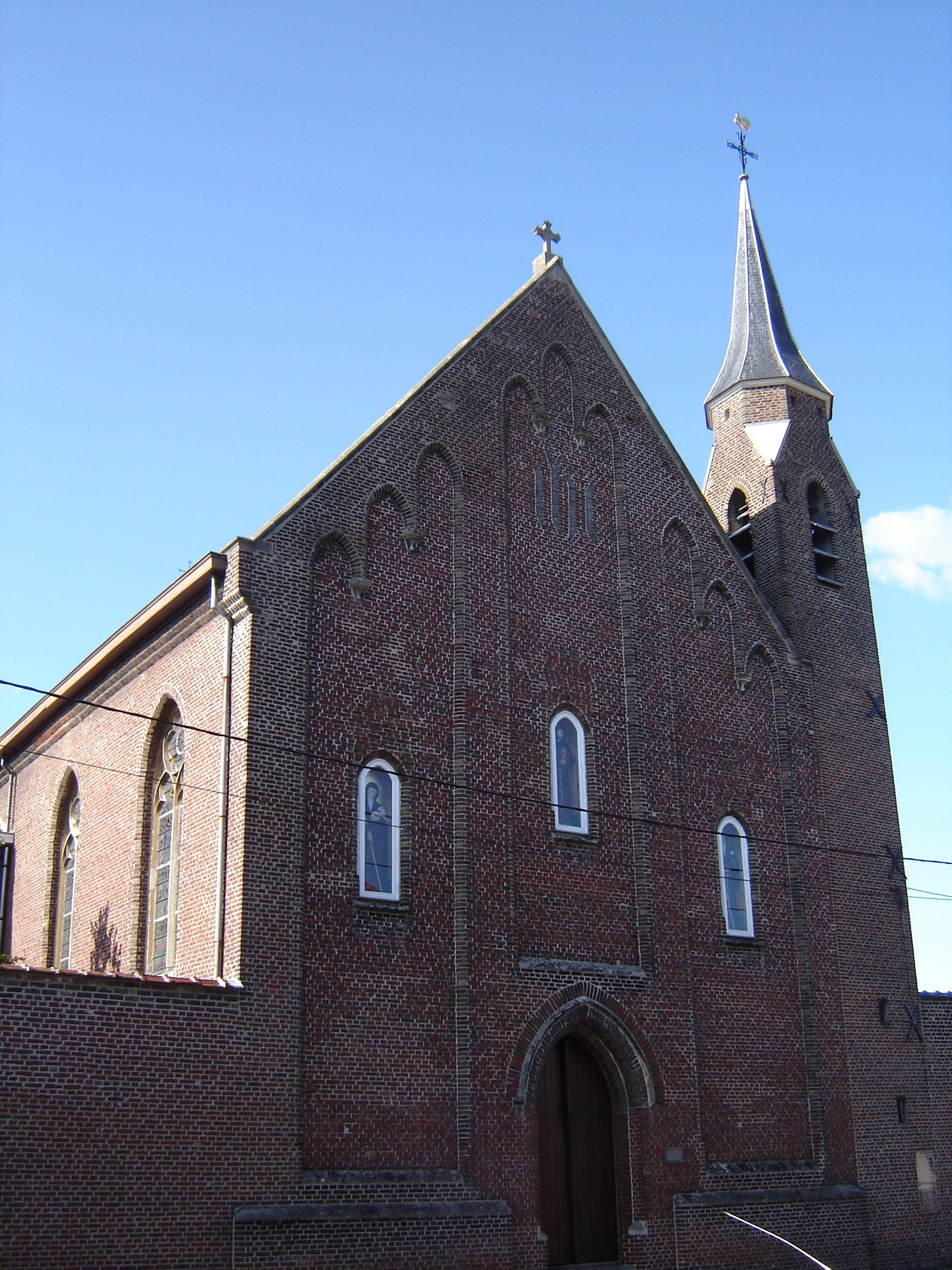
Kerk van klooster van de Arme Klaren
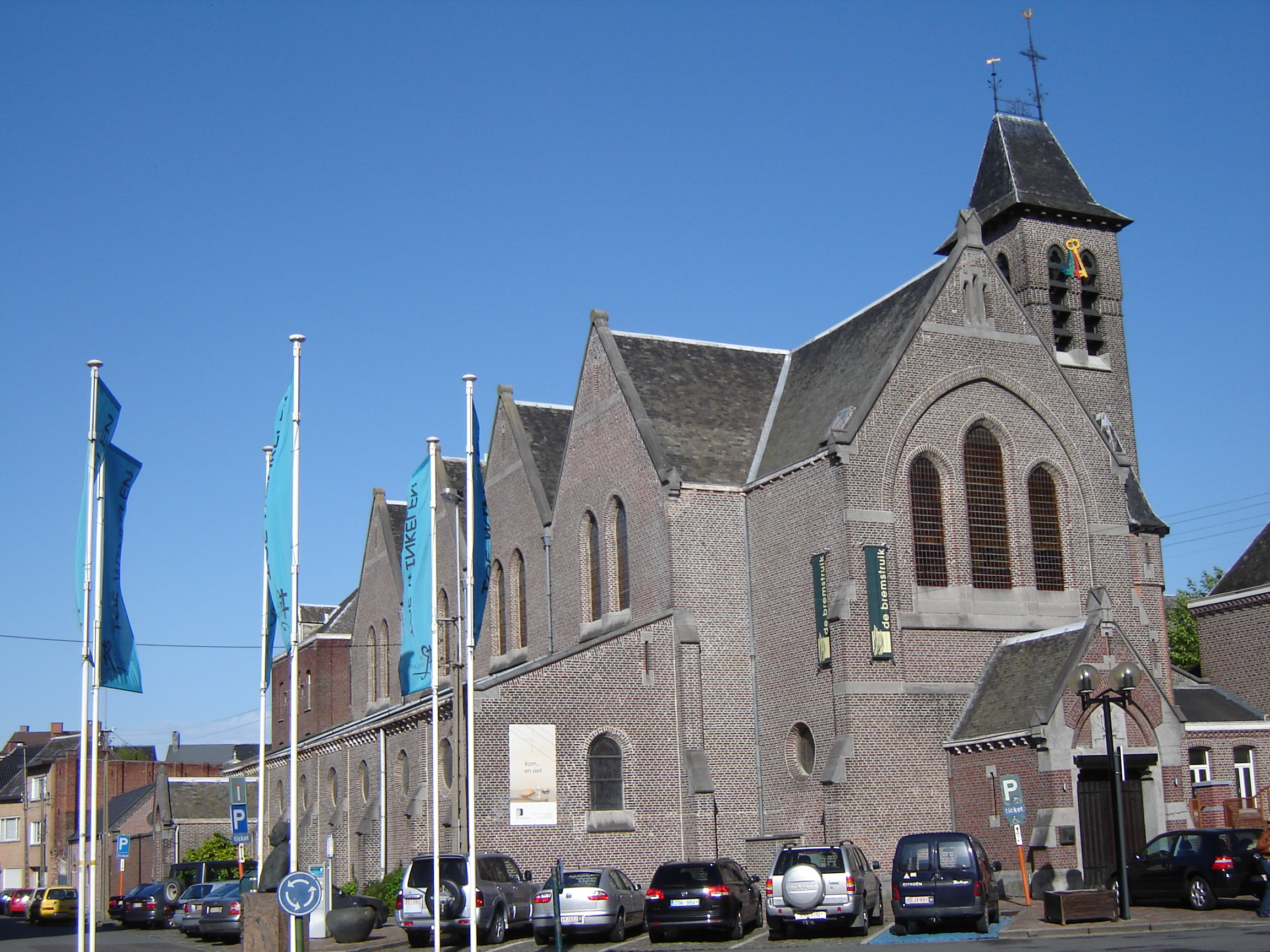
Kerk van het klooster van de Redemptoristen
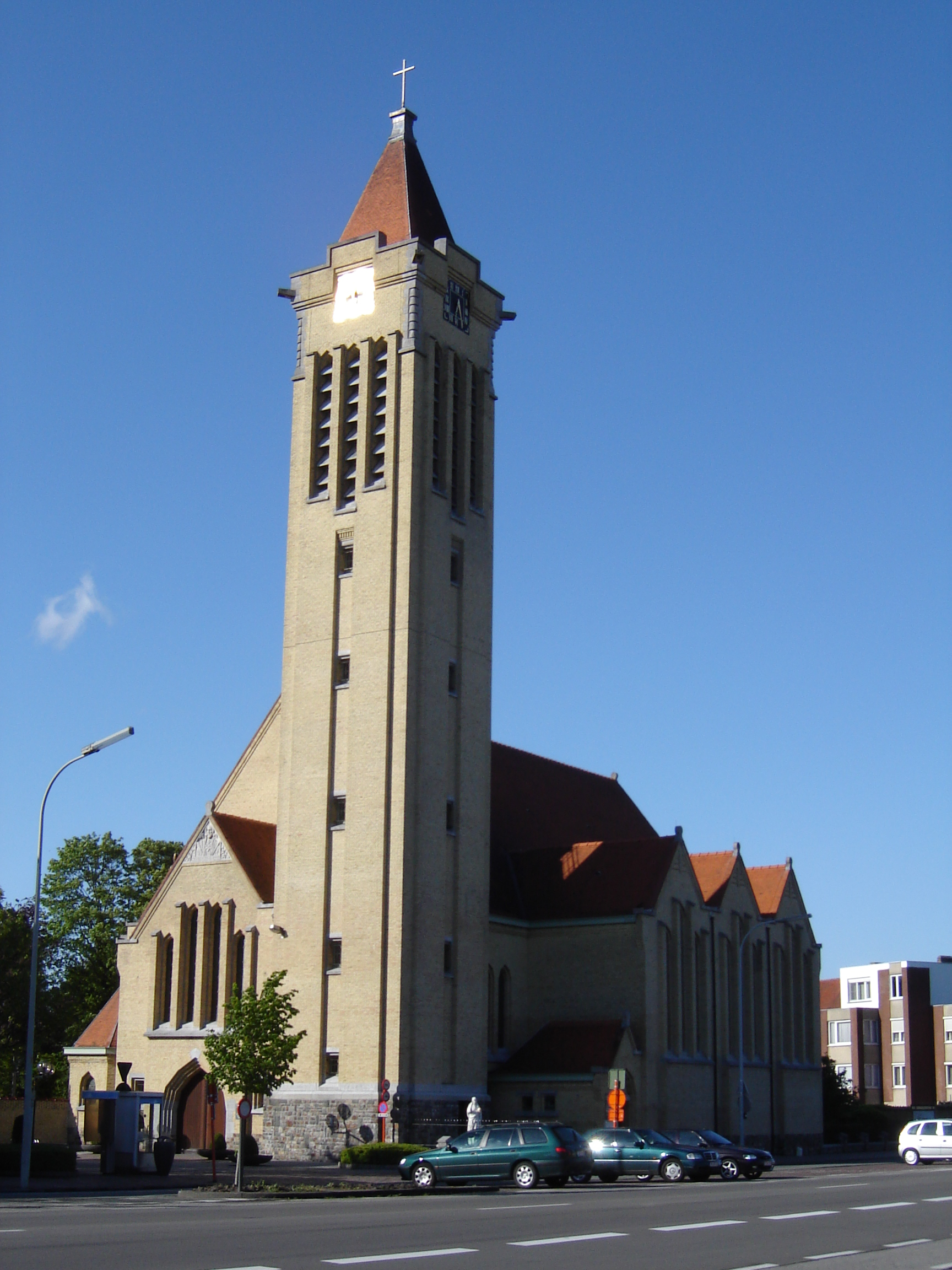
Heilig Hartkerk
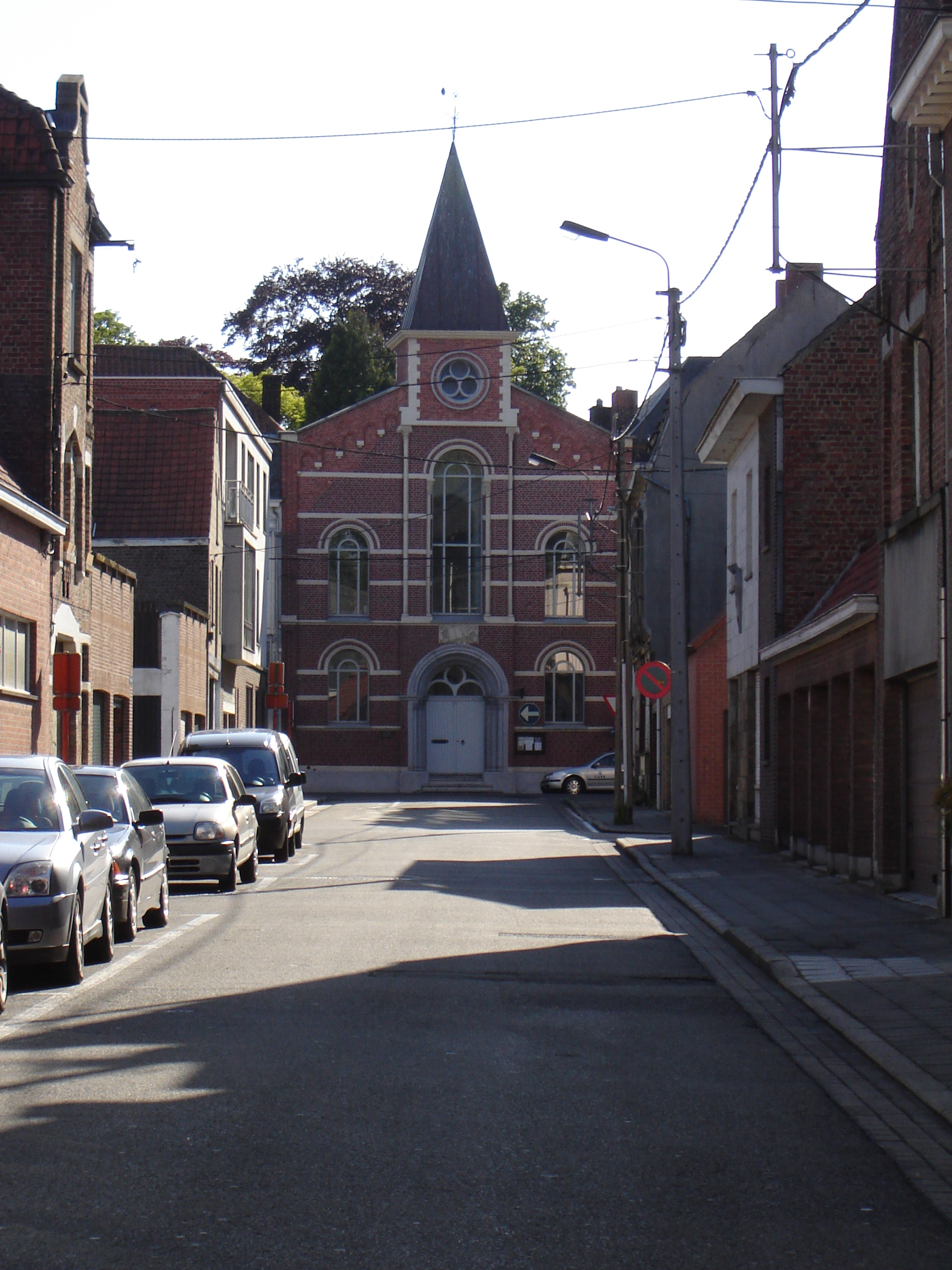
Protestantse kerk
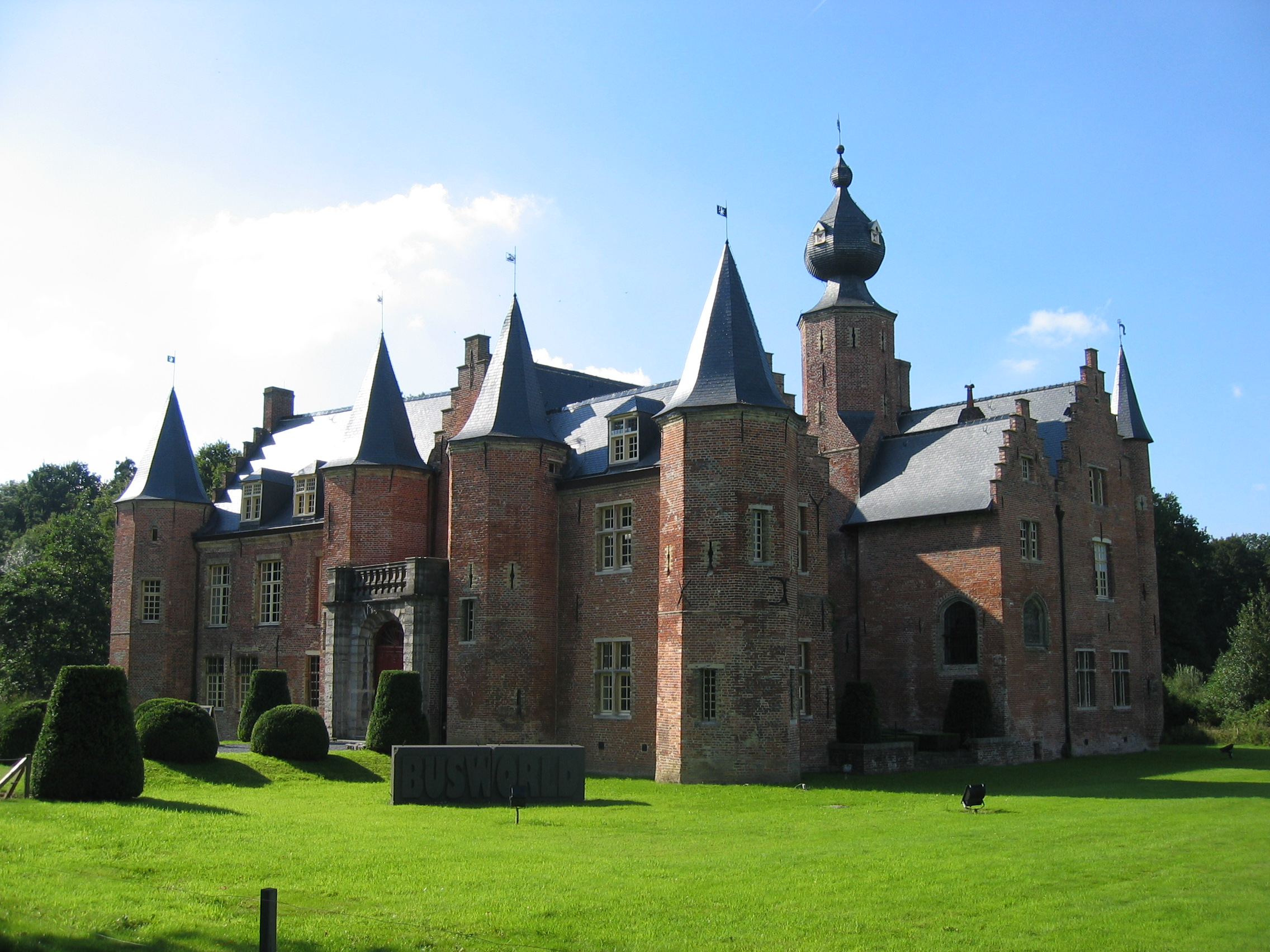
Kasteel van Rumbeke
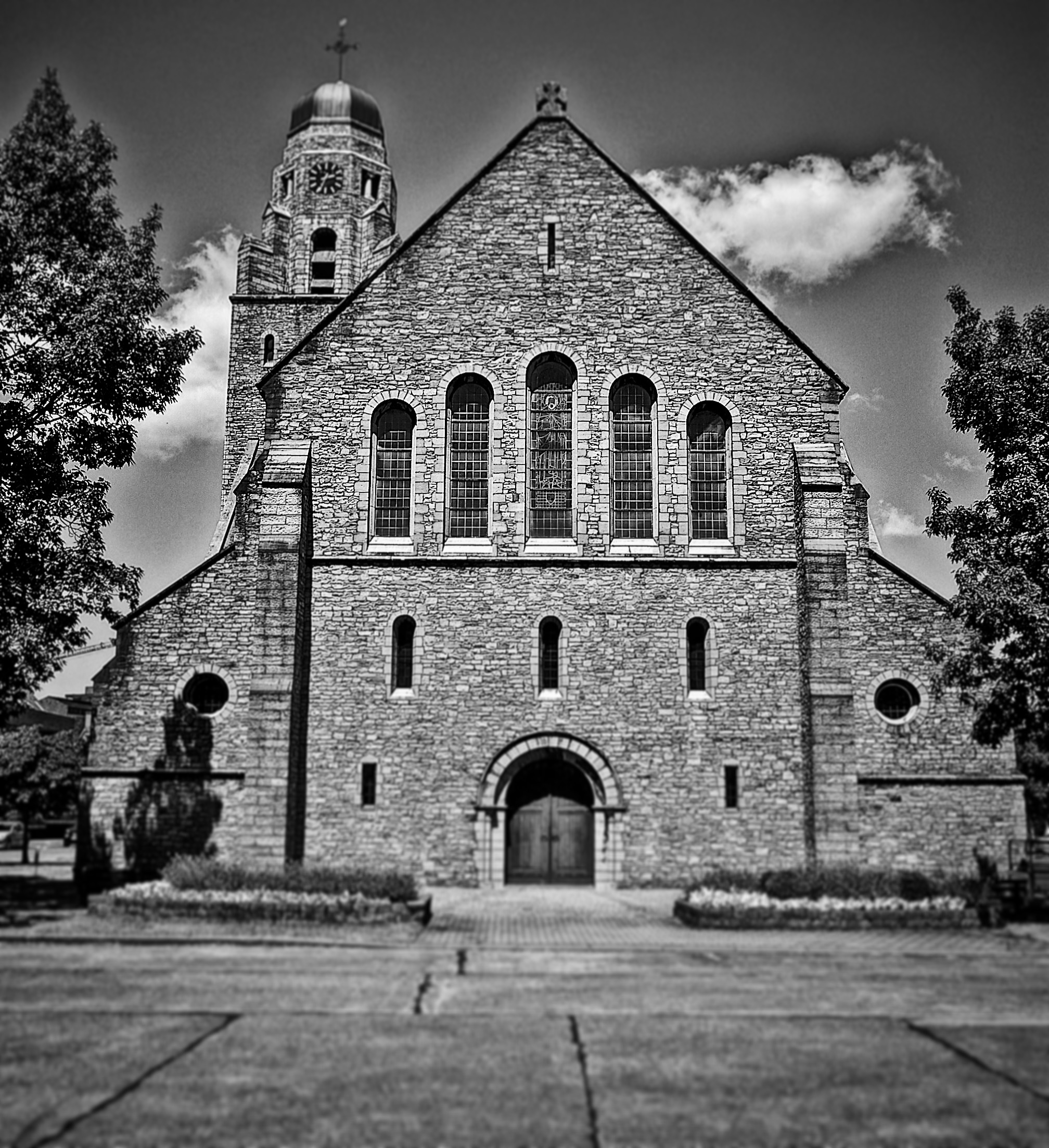
Sint-Jozefskerk
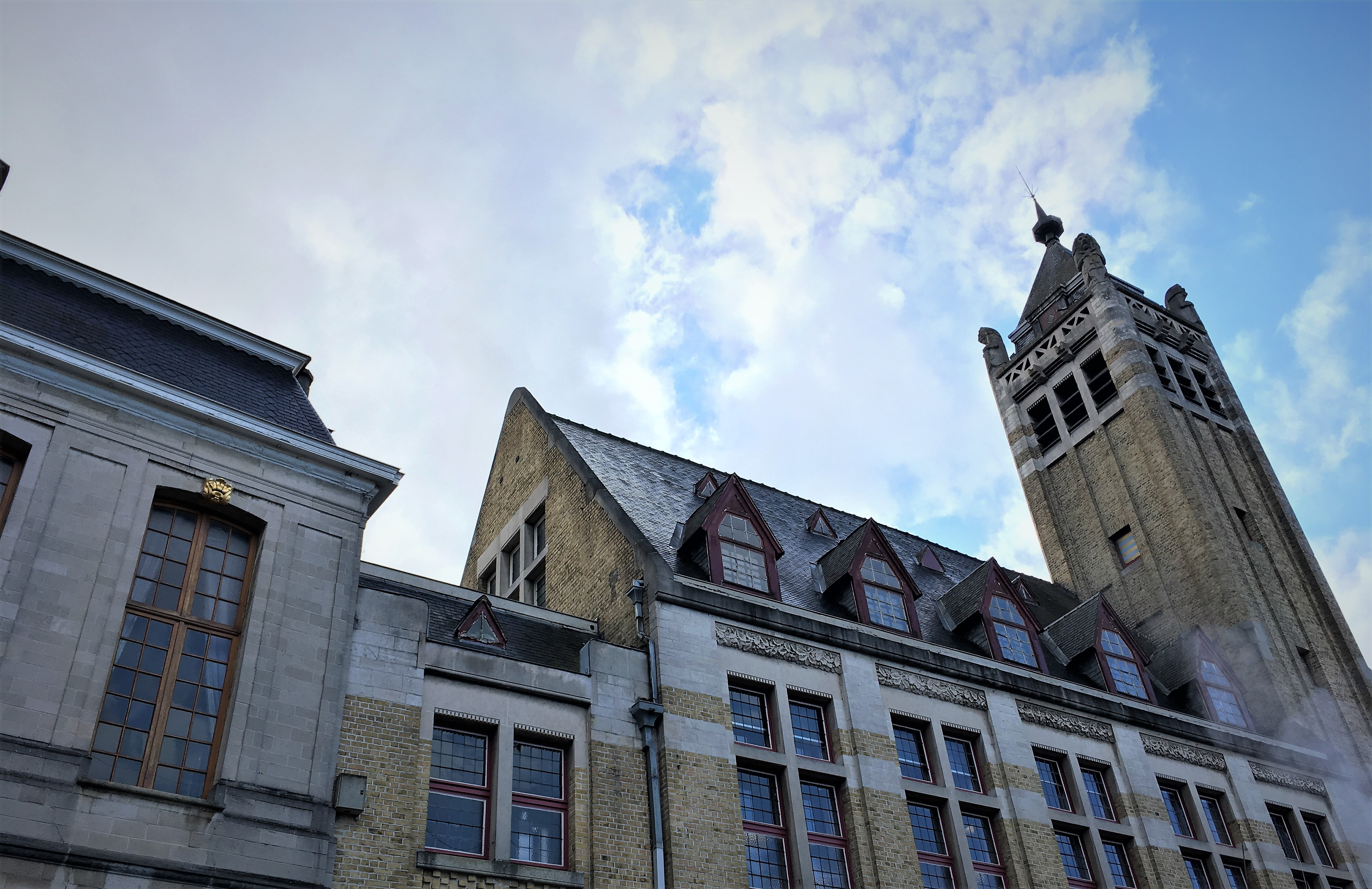
Stadhuis en belforttoren
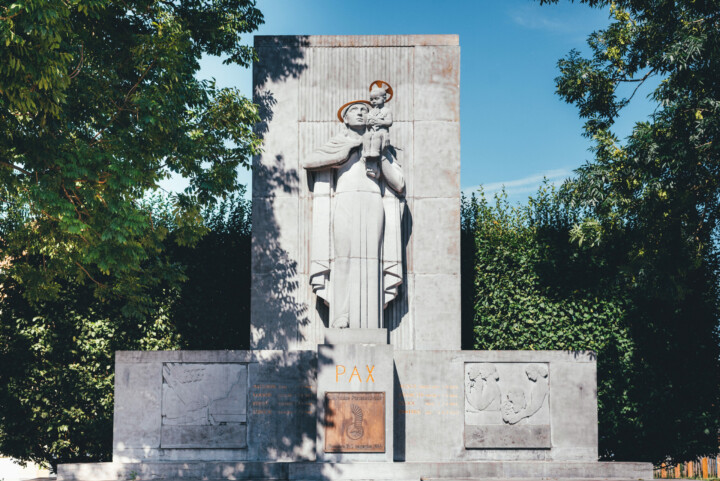
Monument ter herdenking Poolse bevrijding van Roeselare tijdens de Tweede Wereldoorlog

### Musea

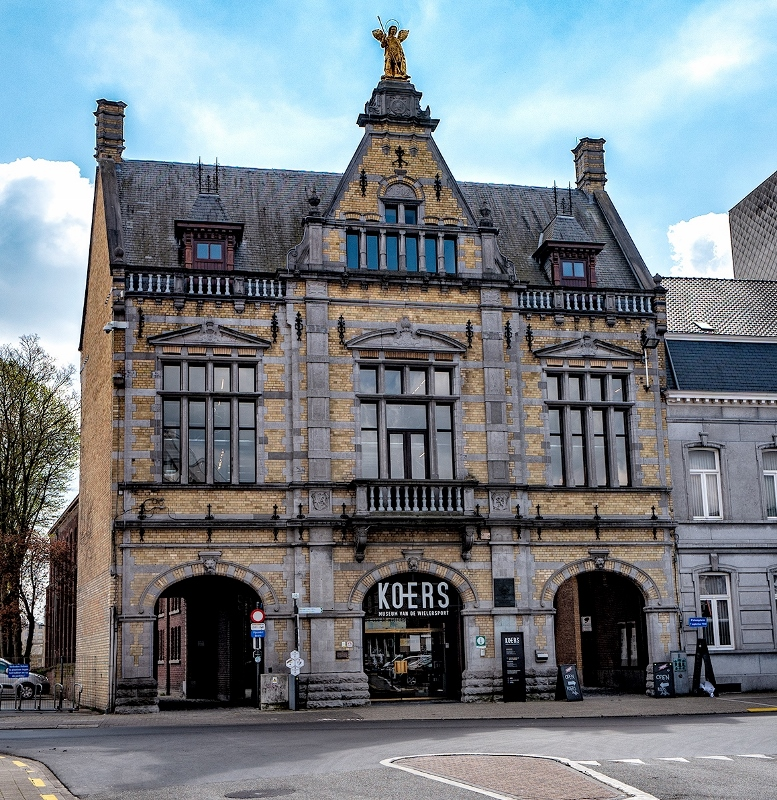
KOERS

- KOERS Museum van de Wielersport is een stadsmuseum over de geschiedenis van de wielersport. Het is gehuisvest in het oude brandweerarsenaal dat in 2018 na een restauratie opnieuw de deuren opende.
- Het klokkentorenmuseum is gehuisvest in de Sint-Michielskerk en behandelt de plaatselijke beiaard en kerktoren.
- Het Pauselijk Zouavenmuseum
- De Galerie Alfons Blomme was voorheen het Museum Alfons Blomme, maar wordt nu enkel als galerie voor tijdelijke kunsttentoonstellingen gebruikt.
- Verder zijn er enkele private collecties en musea die enkel via afspraken toegankelijk zijn, zoals Michels Filmmuseum, het kappersmuseum, het politiemuseum en het Muze'um L, voor Licht en Landschap.

## Natuur en landschap

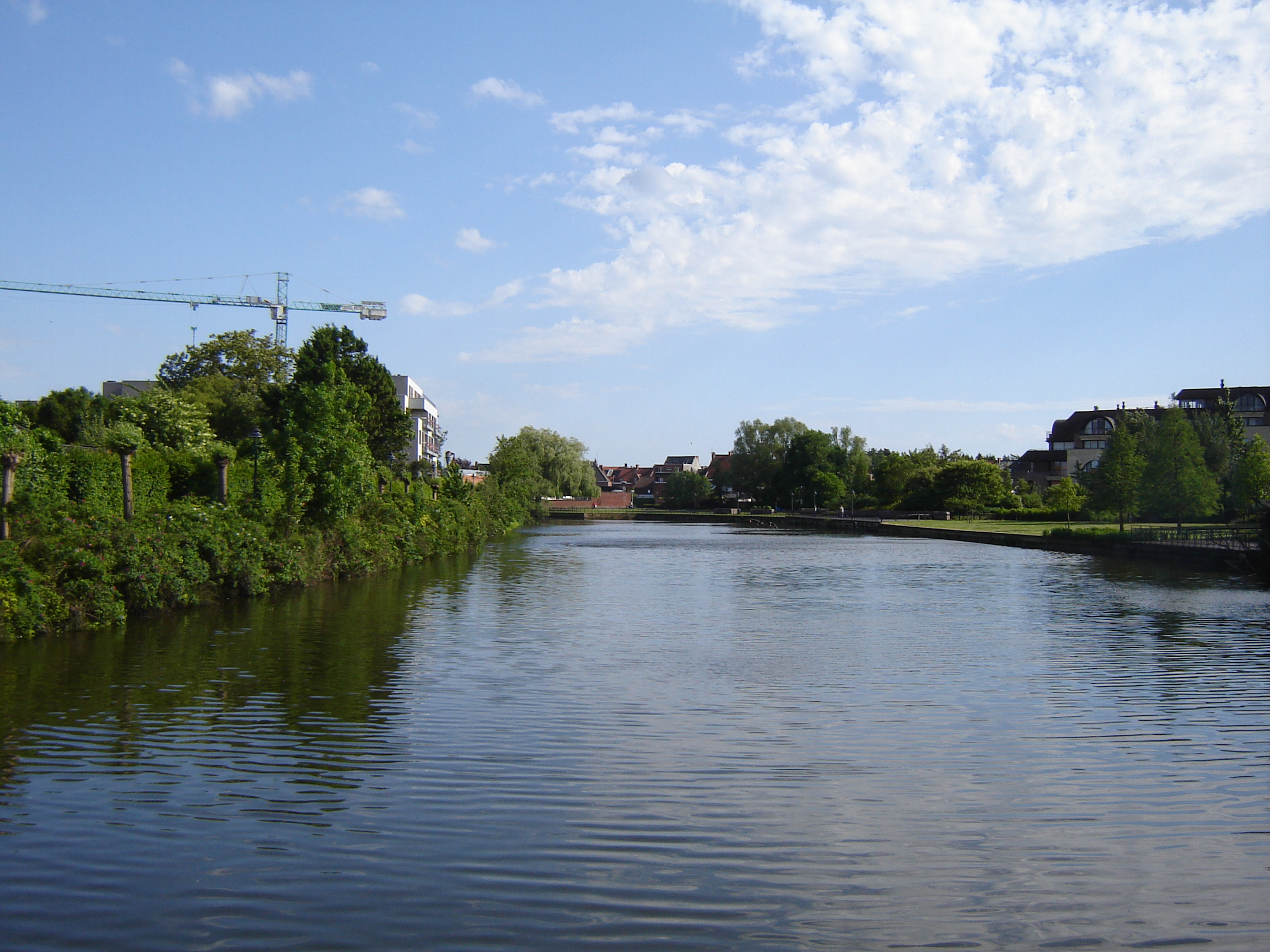
Grote Bassin

Roeselare ligt in Zandlemig Vlaanderen in de vallei van de Mandel. Door deze vallei werd ook het Kanaal Roeselare-Leie gegraven. De stad ligt op een hoogte van 21 tot 37 meter.
Tot het stadsgebied behoort het Provinciaal Domein Sterrebos. Verder is er het natuurreservaat De Kleiputten tussen Oekene en Zilverberg.
In het stadscentrum vormt het Grote Bassin met daar omheen het Sint-Sebastiaanspark en het Noordhof een groene long. Hier worden ook de jaarlijkse parkconcerten gehouden. Het bassin is uitgegraven in de bedding van de Mandel. Het Kleine Bassin iets meer oostwaarts is in de bedding van de Sint-Amandsbeek gegraven. Hiernaast ligt ook De Ronde Kom.
Verder zijn er nog parken als het Rodenbachpark, het Collegepark en het Heilig Hartpark.
Het concept tuinwoonwijk ontstond begin vorige eeuw in de streek van Roeselare. Zo was de Bataviawijk een van de eerste tuinwijken van België.

## Demografische ontwikkeling

### Demografische evolutie voor de fusie
- Bronnen:NIS, Opm:1831 tot en met 1970=volkstellingen; 1976 = inwoneraantal op 31 december
- 1970: Aanhechting van Beveren in 1965

### Demografische ontwikkeling van de fusiegemeente
Alle historische gegevens hebben betrekking op de huidige gemeente, inclusief deelgemeenten, zoals ontstaan na de fusie van 1 januari 1977.
- Bronnen:NIS, Opm:1831 tot en met 1981=volkstellingen; 1990 en later= inwonertal op 1 januari

| Inwoners van jaar tot jaar op 1 januari 1992 tot heden | Inwoners van jaar tot jaar op 1 januari 1992 tot heden | Inwoners van jaar tot jaar op 1 januari 1992 tot heden |
| jaar                                                   | Aantal                                                 | Evolutie: 1992=index 100                               |
| ------------------------------------------------------ | ------------------------------------------------------ | ------------------------------------------------------ |
| 1992                                                   | 53.180                                                 | 100,0                                                  |
| 1993                                                   | 53.455                                                 | 100,5                                                  |
| 1994                                                   | 53.495                                                 | 100,6                                                  |
| 1995                                                   | 53.617                                                 | 100,8                                                  |
| 1996                                                   | 53.706                                                 | 101,0                                                  |
| 1997                                                   | 53.611                                                 | 100,8                                                  |
| 1998                                                   | 53.821                                                 | 101,2                                                  |
| 1999                                                   | 54.002                                                 | 101,5                                                  |
| 2000                                                   | 54.199                                                 | 101,9                                                  |
| 2001                                                   | 54.376                                                 | 102,2                                                  |
| 2002                                                   | 54.688                                                 | 102,8                                                  |
| 2003                                                   | 55.140                                                 | 103,7                                                  |
| 2004                                                   | 55.273                                                 | 103,9                                                  |
| 2005                                                   | 55.380                                                 | 104,1                                                  |
| 2006                                                   | 55.775                                                 | 104,9                                                  |
| 2007                                                   | 56.268                                                 | 105,8                                                  |
| 2008                                                   | 56.546                                                 | 106,3                                                  |
| 2009                                                   | 56.893                                                 | 107,0                                                  |
| 2010                                                   | 57.432                                                 | 108,0                                                  |
| 2011                                                   | 58.137                                                 | 109,3                                                  |
| 2012                                                   | 58.823                                                 | 110,6                                                  |
| 2013                                                   | 59.340                                                 | 111,6                                                  |
| 2014                                                   | 59.714                                                 | 112,3                                                  |
| 2015                                                   | 60.386                                                 | 113,6                                                  |
| 2016                                                   | 60.999                                                 | 114,7                                                  |
| 2017                                                   | 61.657                                                 | 115,9                                                  |
| 2018                                                   | 62.301                                                 | 117,2                                                  |
| 2019                                                   | 62.954                                                 | 118,4                                                  |
| 2020                                                   | 63.478                                                 | 119,4                                                  |
| 2021                                                   | 63.763                                                 | 119,9                                                  |
| 2022                                                   | 64.495                                                 | 121,3                                                  |
| 2023                                                   | 65.468                                                 | 123,1                                                  |
| 2024                                                   | 66.262                                                 | 124,6                                                  |
| 2025                                                   | 66.888                                                 | 125,8                                                  |

## Winkelen
Voor de toeristische uitstraling van de stad, is het winkeltoerisme een belangrijke component. De Ooststraat is de bekendste winkelstraat van de stad. Belangrijke jaarlijkse evenementen voor het winkelen zijn ook de batjes, de Winkelnacht, de kermissen, kerst-/eindejaarsshopping, straathappenings zoals deze van de Meensesteenweg. Jarenlang was er ook de Westlaanpromenade. Deze kende zijn laatste editie in 2017. Veel feestelijkheden zoals carnaval en de Groote Stooringe zetten de hele stad in beweging en gaan ruimschoots verder dan het puur commerciële aspect. Langs de Brugsesteenweg vestigden zich tal van middelgrote detailhandels.
De wekelijkse dinsdagmarkt (voormiddag) is een traditie in Roeselare en wordt georganiseerd op de Grote Markt, de Botermarkt en het Polenplein. Deze drie locaties zijn met elkaar verbonden door verkeersluwe doorgangen. Op 1 mei wordt de Dag van de Arbeid gevierd op het Stationsplein. Op de Nationale Feestdag is er elk jaar op 21 juli een stratenloop en muzikale animatie. Ook het Feest van de Vlaamse Gemeenschap wordt in Roeselare gevierd. Bij speciale gelegenheden zijn er shows voorzien op het Polenplein.

## Economie
Roeselare vervult in West-Vlaanderen een functie als inkoopstad en de stad tracht naar buiten te treden als het bruisende hart van de provincie. Het centrum telt enkele winkelstraten (Ooststraat, Noordstraat, Sint-Amandsstraat, Manestraat, Wallenstraat, Zuidstraat en zijarmen), alle rond de Grote Markt, het Polenplein, de Botermarkt en het De Coninckplein. Daarenboven is er de Ardooisesteenweg nabij het station. Langsheen de zogenaamde Kleine Ring of Binnenring (Noordlaan/Westlaan ...) die op middellange termijn wordt (her)ingericht als een heuse stadsboulevard met vrije busbanen en tal van haltes, alsook langs diverse invalswegen, bijvoorbeeld Brugsesteenweg, zijn vestigingen van grote winkelketens gesitueerd.
Op Schiervelde langsheen de Grote Ring zijn sinds jaar en dag de Expohallen gevestigd waar geregeld beurzen plaatsvinden zoals de Jaarbeurs, de Bouwbeurs, Agro Expo en Roslar Expo. Ze zijn min of meer een barometer voor de economie in de regio.
Het Roeselaarse medialandschap wordt gekleurd door de Regionale Televisiezender WTV-Focus die op het Accent Business Park haar uitvalsbasis en ankerplaats heeft. De Roularta Media Group, uitgever van onder meer Knack en Krant van West-Vlaanderen, heeft haar hoofdkantoor en drukkerij in Roeselare gevestigd. Andere bedrijven zijn onder andere actief op het gebied van voedingsnijverheid (Soubry) en het lichtdesign.
De belangrijkste bedrijvenzones of industrieterreinen zijn gelegen ten Noorden van Roeselare-stad in de deelgemeente Beveren en aan de oostrand rond het Kanaal Roeselare-Leie, het Mandeldal. De haven van Roeselare is de op een na grootste binnenhaven van België (na die van Luik).

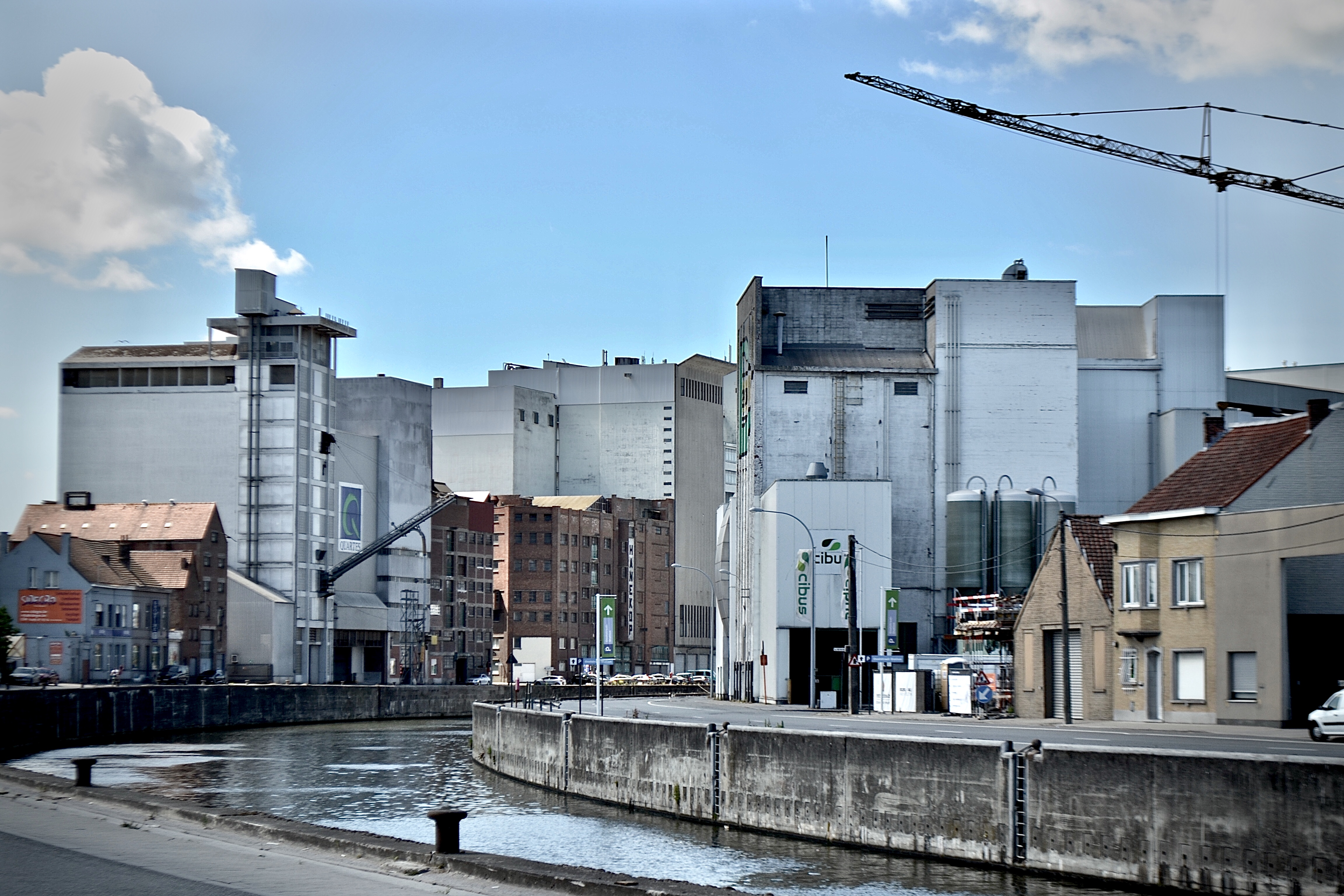
Zicht op de Haven van Roeselare vanuit het Oosten (2018)

## Vervoer en verkeer

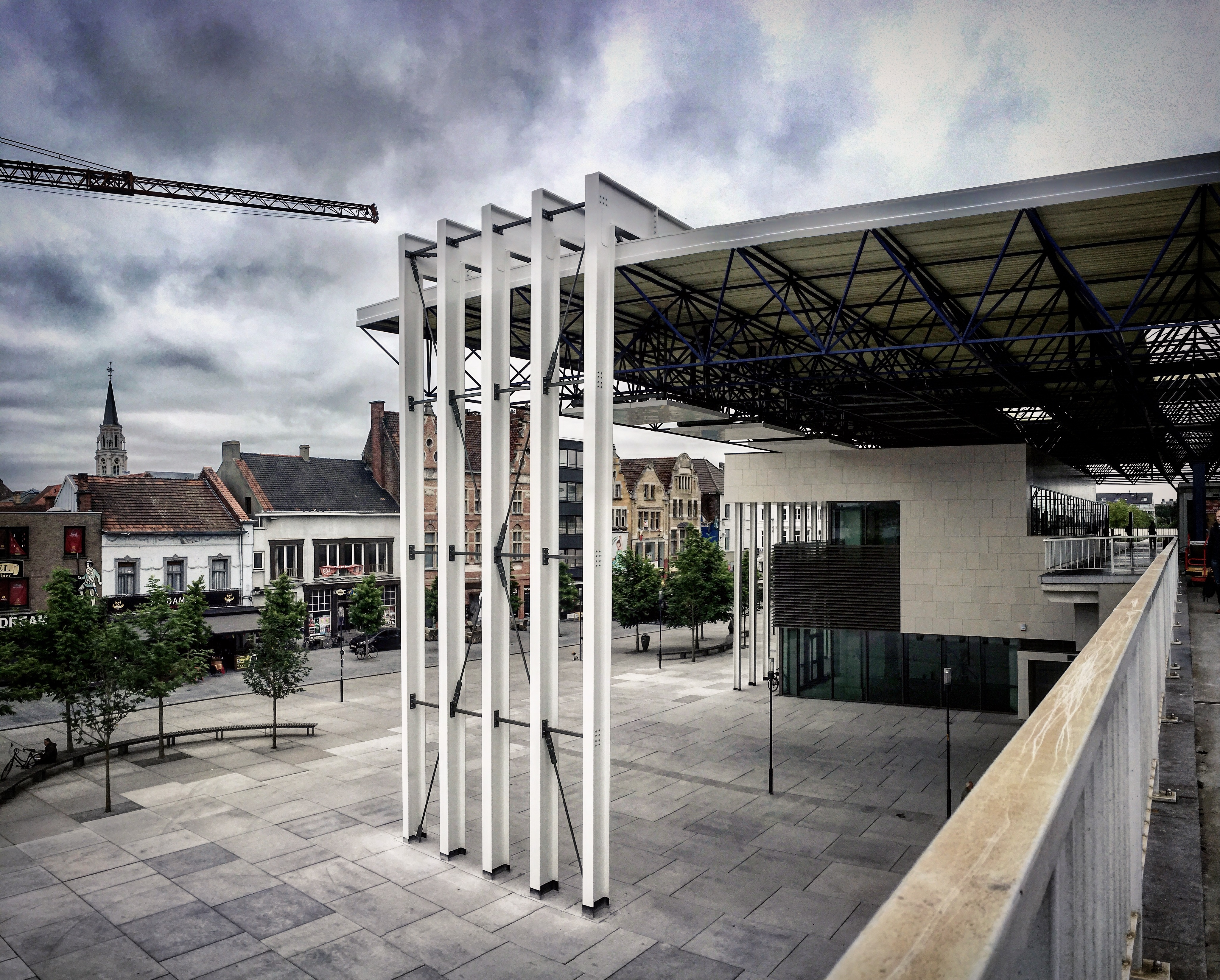
Zicht op de zuidkant van het station vanop het perron, kort voor de voltooiing in 2018

Roeselare heeft een centrale ligging langs de belangrijkste noord-zuidassen door de provincie. De autosnelweg A17/E403 loopt langs de stad, en heeft er drie afritten voor Roeselare. Parallel loopt de steenweg Brugge-Torhout-Roeselare-Menen (N32) die dateert uit de tijd van de Oostenrijkse Nederlanden. De Westlaan, een halve klein ringweg in het stadscentrum, leidt deze weg rond de historische kern van de stad. Een recentere ringweg R32 leidt het verkeer omheen het volledig stadscentrum en sluit ook aan op de snelweg E403.
Eind 2014 werd de software van het bestaande parkeerverwijssysteem vernieuwd. Via infoborden langs de belangrijkste invalswegen worden bezoekers geleid naar een aantal centrumparkings zoals De Wallenparking, De Munt, de parking Ooststraat-station. Tijdens grote evenementen waarbij de binnenstad verkeersvrij is, wordt aangeraden om de wagen te parkeren op een randparking nabij de Expo en met het openbaar vervoer naar het centrum te rijden.
De stad heeft een NMBS-station, het station van Roeselare, met 2 sporen op de lijn Brugge-Kortrijk. Aan het treinstation bevindt zich ook een busstation met 12 perrons. Het destijds (1976-1979) moderne station werd gebouwd met een verhoogde spoorwegberm zodat een viertal overwegen konden opgeheven worden. Eind 2007 beslisten de stad Roeselare, de NMBS-holding, Infrabel en De Lijn samen 35 miljoen euro te investeren teneinde het station en de buurt tegen 2012 te moderniseren. Deze werken zullen de stationsomgeving grotendeels verkeersvrij maken, en zullen ook het stationsgebouw opschuiven om de ruimte van het stationsplein te vergroten. De werken hebben echter aanzienlijke vertraging opgelopen, en zijn in 2018 voltooid.

## Sport en vrije tijd
Vanaf 1910 domineerden twee clubs het Roeselaarse voetballeven: Sportvereniging Roeselare (na de Eerste Wereldoorlog bekend als SK Roeselare) en Football Club Roeselare (FC). In 1999 fuseerden beide clubs en in 2005 promoveerde de fusieploeg KSV Roeselare voor het eerst naar de hoogste nationale voetbalklasse. In 2010 degradeerde de club terug naar de tweede klasse.
 KFC Roeselare was gehuisvest in de wijk Krottegem. Daar werd na de fusie in 2000 een nieuw Club Roeselare heropgericht. Deze club is in de provinciale reeksen actief, net als de voetbalclubs uit de deelgemeenten en de wijk 'De Ruiter'.
De stad had tot de zomer van 2018 een eigen stedelijk zwembad, het Spillebad. Dat sloot na de oprichting van een publiek-privaatrechtelijk zwembad 'Sportoase Schiervelde' de deuren. Er is heel wat sportaccommodatie in de deelgemeenten Beveren en Rumbeke, maar ook in Roeselare zelf, zoals het Schiervelde Stadion, de thuishaven van KSV Roeselare. Rond 2000 werd op deze locatie een nieuw, eigentijds complex opgericht waarin volleybalclub Knack Roeselare speelt en onder meer ook muziekoptredens doorgaan. De volleybalclub behoort tot de nationale top in België. In Rumbeke ligt een openlucht-velodroom, de wielerpiste Defraeye-Sercu.

## Cultuur en onderwijs
Sinds 2014 is er ARhus, een kennis- en leercentrum met bibliotheek die in het stadscentrum gevestigd is. Verder zijn er de Stedelijke Academie voor Podiumkunsten Adriaan Willaert, de Stedelijke Academie voor Schone Kunsten (S.A.S.K.) en het Cultuurcentrum De Spil.
De stad telt een groot aantal scholen van verschillende signatuur (het vrije Katholieke net (ARKORUM), het stadsonderwijs en het gemeenschapsonderwijs), vooral kleuter/lager en middelbaar en daarnaast enkele scholen voor kinderen met leermoeilijkheden. Het aantal studenten hoger onderwijs, dat onder meer kiest voor verpleging of milieu- en dierenzorg, groeit sinds enkele jaren zodat het aanbod studentenkamers wordt uitgebreid. Het Kerelsplein vormt een trefpunt voor jongeren. Op TRAX is er een ruimte voor creatieve evenementen.
De stad telt eveneens een groot aantal muziekverenigingen, onder andere de Koninklijke Stadsharmonie Roeselare, de Koninklijke Harmonie "Het Gildemuziek", Roeselare en Vox Musica, een jeugdkoor dat zo'n honderd leden telt. Ook is er een amateurtoneelgezelschap, het Spiegeltheater.
In 1995 werd het Delirium Blues Festival voor het eerst te Handzame gehouden. Via een omweg langs Lichtervelde vond het festival in 2015 plaats te Roeselare. In 2017 was de laatste editie van het festival.

## Diensten
Roeselare had al lange tijd twee middelgrote ziekenhuizen, elk met hun eigen sterktes en specialisaties, namelijk het Stedelijk Ziekenhuis (openbaar bestuur) en het Heilig-Hart Ziekenhuis (privaat bestuur). Deze laatste instelling is rond de millenniumwisseling gefusioneerd met het Menense ziekenhuis en neemt in 2020 een nieuwe campus nabij de A17/E403-autosnelweg in Rumbeke in gebruik. Het Stedelijk Ziekenhuis en het Heilig-Hart Ziekenhuis zijn sinds begin 2015 gefusioneerd tot AZ Delta. In 2018 fusioneerde ook het Sint-Rembertziekenhuis in Torhout met AZ Delta. In juni 2020 startte men met de verhuis van het H-Hartziekenhuis in de binnenstad, naar de nieuwbouw aan de E403. De nieuwe campus telt 810 bedden en ruim 2000 medewerkers.
In Roeselare wordt het stadsmagazine "#VANRSL" verspreid dat het stadsbeleid toelicht. Er is ook het blad "Uit" dat vermeldt welke sociaal-culturele activiteiten in een bepaalde periode plaatsvinden.

## Politiek

### Structuur
| Roeselare        | Roeselare        | Supranationaal         | Nationaal                         | Nationaal                         | Gemeenschap               | Gewest                    | Provincie                 | Arrondissement  | Provinciedistrict | Kanton          | Gemeente        |
| ---------------- | ---------------- | ---------------------- | --------------------------------- | --------------------------------- | ------------------------- | ------------------------- | ------------------------- | --------------- | ----------------- | --------------- | --------------- |
| Administratief   | Niveau           | Europese Unie          | België                            | België                            | Vlaanderen                | Vlaanderen                | West-Vlaanderen           | Roeselare       | Roeselare         | Roeselare       | Roeselare       |
| Administratief   | Bestuur          | Europese Commissie     | Belgische regering                | Belgische regering                | Vlaamse regering          | Vlaamse regering          | Deputatie                 | Deputatie       | Deputatie         | Deputatie       | Gemeentebestuur |
| Administratief   | Raad             | Europees Parlement     | Kamer van volksvertegenwoordigers | Kamer van volksvertegenwoordigers | Vlaams Parlement          | Vlaams Parlement          | Provincieraad             | Provincieraad   | Provincieraad     | Provincieraad   | Gemeenteraad    |
| Kiesomschrijving | Kiesomschrijving | Nederlands Kiescollege | Kieskring West-Vlaanderen         | Kieskring West-Vlaanderen         | Kieskring West-Vlaanderen | Kieskring West-Vlaanderen | Kieskring West-Vlaanderen | Roeselare-Tielt | Roeselare         | Roeselare       | Roeselare       |
| Verkiezing       | Verkiezing       | Europese               | Federale                          | Federale                          | Vlaamse                   | Vlaamse                   | Provincieraads-           | Provincieraads- | Provincieraads-   | Provincieraads- | Gemeenteraads-  |

### Geschiedenis
Roeselare is sinds lange tijd een CVP/CD&V-bastion. In de periode 1995-2006 maakte de VLD deel uit van de coalitie. Na de verkiezingen van 8 oktober 2006 ontstond een akkoord tussen CD&V en sp.a+VlaamsProgressieven om een coalitie te vormen die vanaf 2007 Roeselare bestuurde.
In 2005 was er het afscheid van burgemeester Daniël Denys (CD&V) die werd opgevolgd door een partijgenoot, Luc Martens (CD&V), die na de verkiezingen van 2012 burgemeester bleef. In 2016 werd die laatste vervangen door partijgenoot Kris Declercq.

### Coalities
- Voor 1964: Altijd CVP, (Voor WO II: Katholieke Partij)
- 1965-1970: CVP, BSP
- 1971-1976: CVP, BSP
- 1977-1982: CVP
- 1983-1988: CVP, VU
- 1989-1994: CVP, VU
- 1995-2000: VCV (=CVP+VU), VLD
- 2001-2006: CD&V, VLD
- 2007-2012: CD&V, sp.a-SPIRIT
- 2013-2018: CD&V, sp.a en Groen
- 2019-2024: CD&V, sp.a & de vernieuwers en Open Vld
- 2024-2029: CD&V, Vooruit, Lokaal Liberaal

### Resultaten gemeenteraadsverkiezingen sinds 1976
| Partij of kartel     | Partij of kartel                             | 10-10-1976 | 10-10-1976 | 10-10-1982 | 10-10-1982 | 9-10-1988 | 9-10-1988 | 9-10-1994 | 9-10-1994 | 8-10-2000 | 8-10-2000 | 8-10-2006 | 8-10-2006 | 14-10-2012 | 14-10-2012 | 14-10-2018 | 14-10-2018 | 13-10-2024 | 13-10-2024 |
| Stemmen / Zetels     | Stemmen / Zetels                             | %          | 37         | %          | 37         | %         | 37        | %         | 37        | %         | 37        | %         | 37        | %          | 37         | %          | 39         | %          | 39         |
| -------------------- | -------------------------------------------- | ---------- | ---------- | ---------- | ---------- | --------- | --------- | --------- | --------- | --------- | --------- | --------- | --------- | ---------- | ---------- | ---------- | ---------- | ---------- | ---------- |
|                      | CVP1/ VCVA/ CD&V2 / CD&V/Burgemeester3       | 48,31      | 19         | 42,331     | 18         | 39,531    | 17        | 37,88A    | 17        | 37,551    | 16        | 41,742    | 18        | 28,022     | 12         | 40,02      | 18         | 39,03      | 17         |
|                      | VU1/ VCVA/ VU&ID2/ N-VA3                     | 26,191     | 10         | 14,741     | 5          | 11,451    | 4         | 37,88A    | 17        | 7,352     | 2         | 5,293     | 1         | 29,23      | 12         | 18,63      | 7          | 16,43      | 6          |
|                      | PVV1/ VLD2/ Open Vld3/ Lokaal Liberaal4      | 6,531      | 1          | 13,471     | 5          | 20,691    | 8         | 20,912    | 8         | 20,332    | 8         | 13,162    | 5         | 8,353      | 2          | 7,43       | 2          | 6,24       | 2          |
|                      | SP1/ sp.a2/ sp.a & de vernieuwers3/ Vooruit4 | 18,981     | 7          | 18,571     | 7          | 19,131    | 7         | 20,071    | 8         | 15,221    | 5         | 15,82     | 6         | 14,232     | 5          | 9,43       | 3          | 8,74       | 3          |
|                      | AGALEV1/ Groen2                              | -          |            | 6,471      | 2          | 6,191     | 1         | 6,941     | 2         | 9,241     | 3         | 6,562     | 1         | 8,452      | 3          | 9,62       | 3          | 5,12       | 1          |
|                      | Vlaams Blok1/ Vlaams Belang2                 | -          |            | -          |            | 1,71      | 0         | 5,661     | 1         | 9,61      | 3         | 16,632    | 6         | 9,142      | 3          | 15,02      | 6          | 24,62      | 10         |
|                      | RR.NU                                        | -          |            | -          |            | -         |           | 6,19      | 1         | -         |           | -         |           | -          |            | -          |            | -          |            |
| Anderen(*)           | Anderen(*)                                   | -          |            | 4,42       | 0          | 1,32      | 0         | 2,36      | 0         | 0,71      | 0         | 0,82      | 0         | 2,61       | 0          | -          |            | -          |            |
| Totaal stemmen       | Totaal stemmen                               | 35922      | 35922      | 37222      | 37222      | 38179     | 38179     | 38849     | 38849     | 39652     | 39652     | 41649     | 41649     | 41374      | 41374      | 41191      | 41191      | 29407      | 29407      |
| Opkomst %            | Opkomst %                                    |            |            |            |            | 94,64     | 94,64     | 93,74     | 93,74     | 93,25     | 93,25     | 94,58     | 94,58     | 90,53      | 90,53      | 92,1       | 92,1       | 62,6       | 62,6       |
| Blanco en ongeldig % | Blanco en ongeldig %                         | 4,71       | 4,71       | 6,06       | 6,06       | 5,53      | 5,53      | 6,78      | 6,78      | 5,35      | 5,35      | 4,37      | 4,37      | 3,15       | 3,15       | 3,8        | 3,8        | 0,5        | 0,5        |

De rode cijfers naast de gegevens duiden aan onder welke naam de partijen telkens bij een verkiezing opkwamen.

De zetels van de gevormde meerderheid staan vetjes afgedrukt. De grootste partij is in kleur.

(*) 1982: METMIK (3,54 %), PVDA (0,88%) / 1988: DENIIS (1,32%) / 1994: W.O.W. (2,36%) / 2000: VISIE (0,71%) / 2006: Partij WIJ (0,82%) / 2012: Open Stadslijst (2,61%)

## Stadsbanden
- Roeselare is bevriend met het plaatsje Trulben in Duitsland. Er komt hiervoor jaarlijks 1 delegatie voor een weekend naar Roeselare en omgekeerd. Het enige zichtbare symbool van de verbroedering is de Duitse richtingaanwijzer naar Trulben met de afstand in kilometers. Dit bord bevindt zich aan de Bruanebrug langs het kanaal Roeselare-Leie.
- Ook de gemeente Dogbo in Benin heeft een stedenband met Roeselare. Het heeft als doel de administratie van het gemeentebestuur te vereenvoudigen. Er werden hiervoor tal van acties georganiseerd.

## Nabijgelegen kernen
Beveren, Gits, Hooglede, Sleihage, Ruiter, Oostnieuwkerke, Zilverberg, Rollegem-Kapelle, Oekene, Rumbeke, Tasse